# Александер Людеріц
Александер Людеріц (нім. Alexander Lüderitz, 6 серпня 1973) — німецький плавець.
Бронзовий медаліст Олімпійських Ігор 1996 року в естафеті 4×100 м вільним стилем. Чемпіон світу з плавання на короткій воді 1997 року в естафеті 4x100 м вільним стилем. Срібний медаліст Чемпіонату Європи з водних видів спорту 1997 року в естафеті 4x100 м вільним стилем. Чемпіон Європи з плавання на короткій воді 1998 року в естафеті 4×50 м комплексом.